# Emanuel Desroches
Emanuel Desroches, né le 25 octobre 1995 à l’Île Maurice ou il habite dans la région de Flic en Flac, également appelé Manu, est un auteur-compositeur-interprète mauricien.

## Biographie
Emanuel Desroches, connu sous le nom de Manu, est un artiste mauricien né en 1995, reconnu pour sa polyvalence en tant que chanteur, guitariste et bassiste. Dès son plus jeune âge, il s'initie à la musique en jouant du djembé, puis de la guitare, un instrument qu'il ne quittera plus. Il commence sa carrière professionnelle à l'adolescence, se produisant dans des restaurants et collaborant avec des artistes locaux tels que Yoan Catherine. En 2012, il forme le duo Klak avec Yoan Catherine et participe au festival Aquajam en Inde, où il affine sa voix sous la direction d'Ujjawal Singh Bhandari. Il bénéficie également des conseils de Jean-Alain Roussel pour perfectionner ses compétences de guitariste,.
En 2014, Manu Desroches se fait remarquer lors du One Man Show'z de Mouv Production, où il livre des prestations solo marquantes, notamment au Baz’Art à Beau Vallon et au Caudan Waterfront. La même année, il participe aux Baz’Art Sessionz, où il interprète des reprises revisitées en acoustique, comme Walking on the Moon de The Police. Ces scènes intimistes contribuent à poser les bases de sa carrière solo,.
Manu rejoint ensuite le groupe Tritonik, comme bassiste (Eric Triton étant le lead), élargissant ainsi son horizon musical avec le blues. Ces expériences le renforcent et lui donnent la confiance nécessaire pour créer sa propre musique. Il entame une carrière solo en tant que chanteur, tout en se produisant occasionnellement à la basse ou à la guitare. Son talent brut, combiné à sa passion et à son énergie débordante, continue d'impressionner le public.
En janvier 2024, Manu sort son premier single, "La Terre", un morceau engagé qui met en lumière les problématiques environnementales. Inspiré par le film "Home" de Yann Arthus-Bertrand, ce titre marque le début d'une nouvelle étape dans sa carrière. Il prévoit de sortir un EP de six titres, abordant des thèmes variés liés à la société et à l'humain.
Manu se produit régulièrement sur scène, notamment lors d'événements tels que "Live dan Moka" en avril 2024, où il partage l'affiche avec Vincent Brasse. Il est également en tête d'affiche de la deuxième édition de "By the C with Awanam" à Rodrigues en septembre 2024, où il présente son univers musical mêlant jazz fusion, blues oriental et pop. On le retrouve aussi sur des scènes comme Dreamers ou La Isla, où il continue de séduire un public varié avec ses performances à la fois engagées et sensibles.
Le 14 mai 2025, Manu a lancé son premier EP intitulé Chapter of Sound lors d'un concert au Caudan Arts Centre à Port-Louis. Ce spectacle immersif, fruit d'une résidence artistique à La Réunion, a mêlé musique et danse en collaboration avec la compagnie Les Frères Joseph. L'événement a été salué comme une célébration de la passion, de l'art et de la collaboration transformative.
Parallèlement à sa carrière artistique, Manu structure son activité avec Derock Lab, en partenariat avec Jean-Christophe Jeanine, et s’investit dans le développement de jeunes talents. Il co-pilote Ritmik Akadémi, un incubateur musical dédié à l’accompagnement de dix artistes émergents à travers du coaching intensif et des performances scéniques,.

## Discographie

### Albums
- Chapter of Sounds, 2025 [11]

1. Lélélé
2. Boss
3. Viv Vre
4. Bains des Dames (Featuring Menwar - Stephano Honoré)
5. Kinn Arrivé
6. Ma ( Featuring Woz Kaly)
7. Laterre

### Singles et Clips
- Laterre[6]
- Viv vre